# Наши манири
„Наши манири” је југословенски ТВ филм из 1970. године. Режирао га је Јован Коњовић а сценарио је написала Љубинка Бобић.

## Улоге
| Глумац             | Улога |
| ------------------ | ----- |
| Фарук Беголи       |       |
| Милан Лане Гутовић |       |
| Олга Ивановић      |       |
| Љиљана Лашић       |       |
| Тони Лауренчић     |       |
| Оливера Марковић   |       |
| Бранко Милићевић   |       |
| Павле Минчић       |       |
| Љиљана Шљапић      |       |
| Михајло Викторовић |       |